# Physics and Astronomy Classification Scheme
Physics and Astronomy Classification Scheme (PACS) was een classificatiesysteem, in 1970 ontwikkeld door het American Institute of Physics om bij wetenschappelijke publicaties in Physical Review aan te duiden tot welke onderzoeksgebieden die behoorden. Het was bedoeld als hulpmiddel bij het indexeren van en zoeken in de talrijke artikelen die in de verschillende edities van Physical Review verschenen.
PACS werd niet alleen gebruikt voor Physical Review; het werd ook overgenomen voor wetenschappelijke tijdschriften van andere uitgevers, zoals Annals of Physics van Elsevier.
Het systeem werd op regelmatige basis bijgewerkt om de evolutie in de wetenschap te volgen maar de nadelen ervan, zoals de administratieve complexiteit van de revisies, deed AIP besluiten om PACS te verlaten. Het is vervangen door de AIP Thesaurus. De laatst bijgewerkte versie van PACS is PACS 2010, die nog wel beschikbaar bleef op een website.

## PACS 2010
Alle onderzoeksgebieden zijn in PACS 2010 ondergebracht in tien groepen (plus twee appendices en een supplement):
- 00 en volgende: Algemeen (o.m. 02: wiskundige methoden; 04: Algemene relativiteit en gravitatie)
- 10-: Fysica van elementaire deeltjes en velden
- 20-: Nucleaire fysica
- 30-: Atoom- en molecuulfysica
- 40-: Elektromagnetisme, optica, akoestiek, warmteoverdracht, klassieke mechanica en vloeistofdynamica
- 50-: Fysica van gassen, plasma's en elektrische ontladingen
- 60-: Gecondenseerde materie: structurele, mechanische en thermische eigenschappen
- 70-: Gecondenseerde materie: elektronische structuur, elektrische, magnetische en optische eigenschappen
- 80-: Interdisciplinaire fysica en aanverwante gebieden van wetenschap en technologie
- 90-: Geofysica, astronomie en astrofysica

Elk onderzoeksgebied wordt verder onderverdeeld zodat een hiërarchisch schema met drie niveaus ontstaat.

## Voorbeeld
Het artikel "Absence of Marangoni convection at Marangoni numbers above 27,000 during water evaporation" (DOI:10.1103/PhysRevE.80.056308) is een publicatie over het Marangoni-effect in de vloeistofdynamica. Het kreeg de PACS-codes: 47.20.Dr en 47.55.dm.
- 47 staat voor "Fluid dynamics"
- 47.20 voor "Flow instabilities"
- 47.20.Dr voor "surface-tension-driven instability"

en 
- 47.55 voor "Multiphase and stratified flows"
- 47.55.dm voor "Thermocapillary effects"